# Acalolepta griseofasciata
Acalolepta griseofasciata es una especie de escarabajo del género Acalolepta, familia Cerambycidae. Fue descrita científicamente por Breuning en 1935.
Habita en Islas Salomón y Vanuatu. Mide 28 mm.